# The Canyon (album)
The Canyon è il settimo album in studio del gruppo rock statunitense The Used, pubblicato nel 2017.
Un anno dalla registrazione dell'album dei The Used The Canyon, nel 2017, un amico del cantante Bert McCracken morì di suicidio nel Provo Canyon, influenzando i testi dell'album.

## Tracce
1. For You – 4:35
2. Cold War Telescreen – 4:41
3. Broken Windows – 4:45
4. Rise Up Lights – 3:28
5. Vertigo Cave – 4:25
6. Pretty Picture – 4:11
7. Funeral Post – 5:19
8. Upper Falls – 5:35
9. The Divine Absence (This Is Water) – 5:00
10. Selfies in Aleppo – 4:33
11. Moving the Mountain (Odysseus Surrenders) – 4:16
12. Over and Over Again – 5:14
13. The Quiet War – 4:11
14. Moon-Dream – 4:45
15. The Nexus – 4:41
16. About You (No Songs Left to Sing) – 3:47
17. The Mouth of the Canyon – 5:33

## Formazione
- Bert McCracken (accreditato Rob McCracken) – voce, piano, tastiera
- Justin Shekoski – chitarra, cori, banjo, tastiera, armonica
- Jeph Howard – basso
- Dan Whitesides – batteria